# 家母長制
家母長制（かぼちょうせい、ドイツ語：Matriarchat 英語: matriarchy）は、母親が家長をつとめ、女性が相続する家族制度。「母権制」と訳されることもある。